# Viișoara (okręg Vaslui)
Viișoara – wieś w Rumunii, w okręgu Vaslui, w gminie Viișoara. W 2011 roku liczyła 1280 mieszkańców.